# Bechyně
Bechyně [bɛxɪɲɛ] (en allemand : Bechin ou Beching ; en français : Béchin) est une ville du district de Tábor, dans la région de Bohême-du-Sud, en République tchèque. Sa population s'élevait à 4 838 habitants en 2024.

## Géographie
Bechyně est située au confluent des rivières Lužnice et Smutná, à 21 km au sud-ouest de Tábor, à 36 km au nord de České Budějovice et à 87 km au sud de Prague.

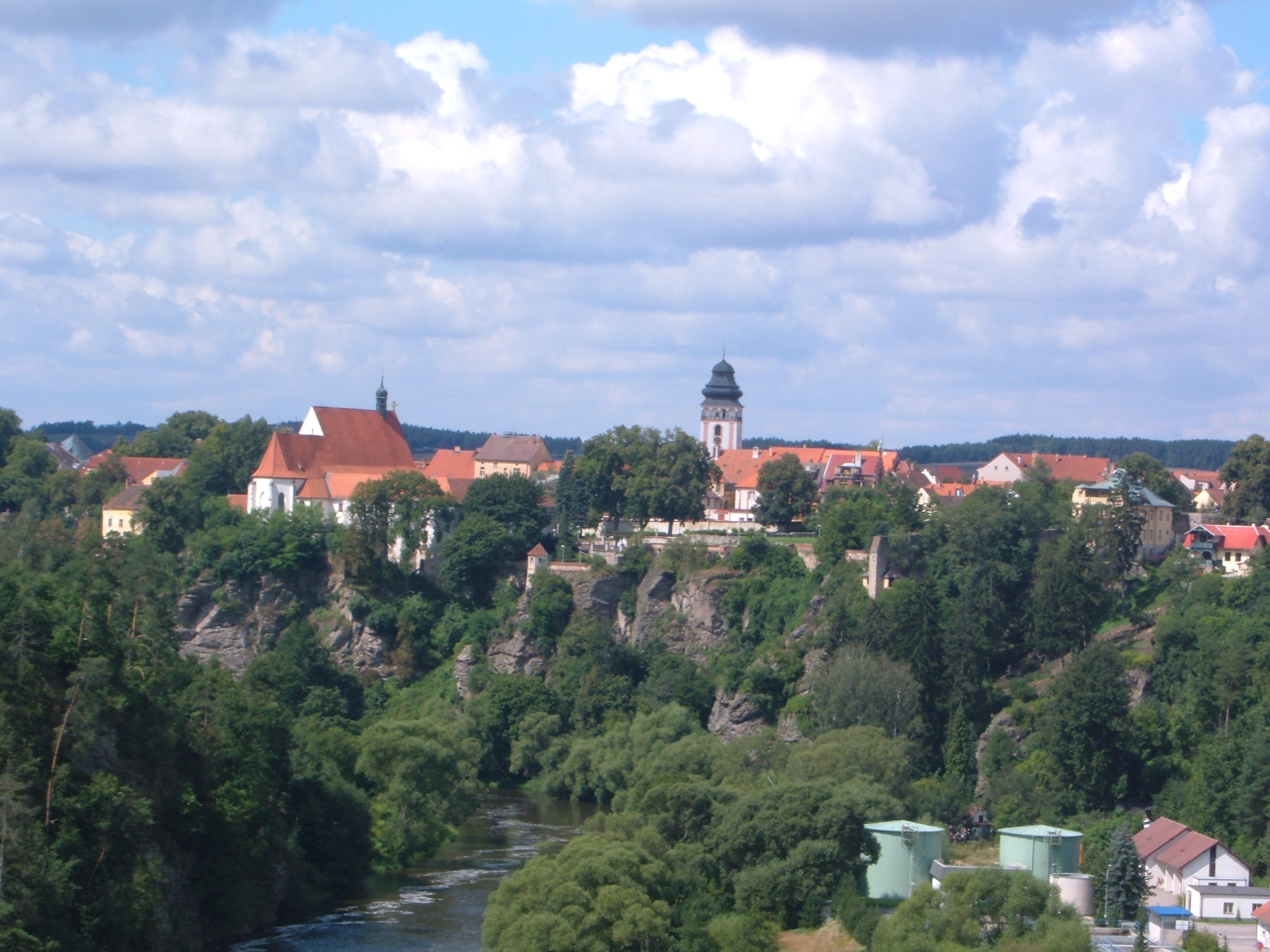
Bechyně : vue générale.

La commune est limitée par Radětice, Haškovcova Lhota et Dobronice u Bechyně au nord, par Černýšovice et Sudoměřice u Bechyně à l'est, par Hodonice et Týn nad Vltavou au sud, et par Chrášťany (district de České Budějovice) et Dražíč à l'ouest.

## Histoire
La première mention écrite de la localité date de 1167.

## Patrimoine
Elle est célèbre pour ses céramiques, tradition qui date ici du XVe siècle. Son cœur historique est l'un des mieux préservés et des plus précieux de la République tchèque.
La ville est le terminus de la ligne de chemin de fer de Tábor, construite en 1903. Elle était le premier chemin de fer électrifié dans l'Empire austro-hongrois. Les wagons d'origine sont conservés et remis en service tous les étés.
Le château a été construit au XIIIe siècle par le roi Přemysl Ottokar II de Bohême. Il ne reste presque plus rien aujourd'hui de l'édifice primitif. Une reconstruction de la fin du XVIe siècle et des rénovations ultérieures, dans les années 1670, forment le site actuel.
Bechyně était autrefois le chef-lieu du district de Tábor.

## Légende de la grand-mère de Zářečí, quartier en bas de la ville
Le propriétaire du château de Bechyně voulait un mur solide pour protéger son château. Il appela le diable qui lui promit de le construire en une nuit. « En échange, je veux l'âme de tes sujets », exigea-t-il. Il en fut ainsi convenu.
Satan, voulant empêcher que les coqs chantent à la fin de la nuit, les fit tous attraper et disparaître. Mais la grand-mère de Zářečí parvint à cacher le sien !
Le diable continuait de travailler et le mur infernal grossissait, quand un « Cocorico » résonna juste avant le lever du jour !
Le mur restant inachevé, Le diable disparut.
Les habitants de Zářečí furent épargnés.

## Galerie

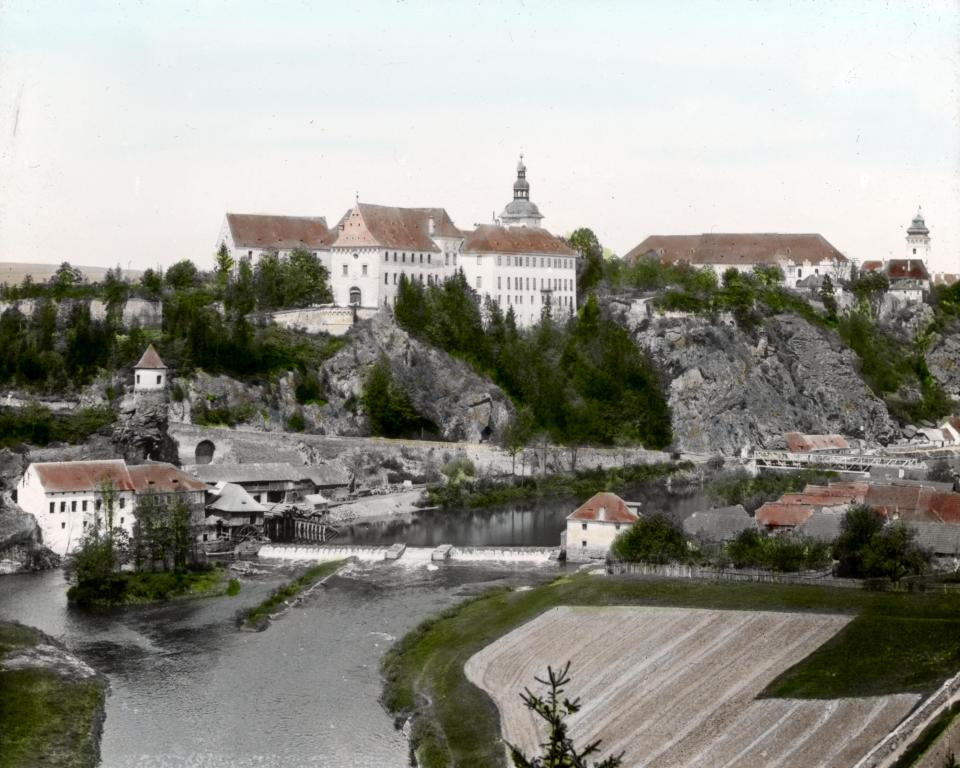
Château de Bechyně dominant la Lužnice.
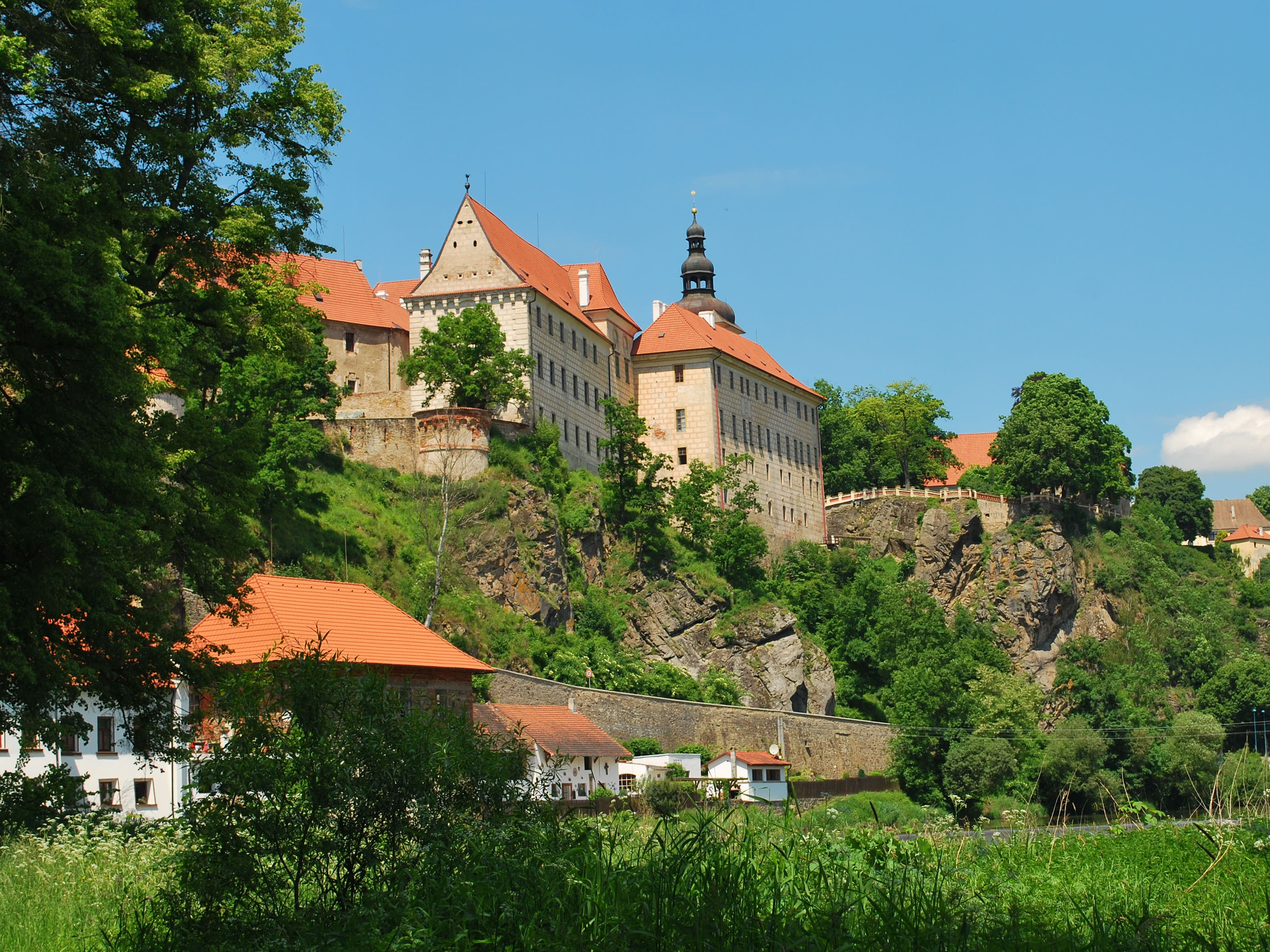
Le château en surplomb.
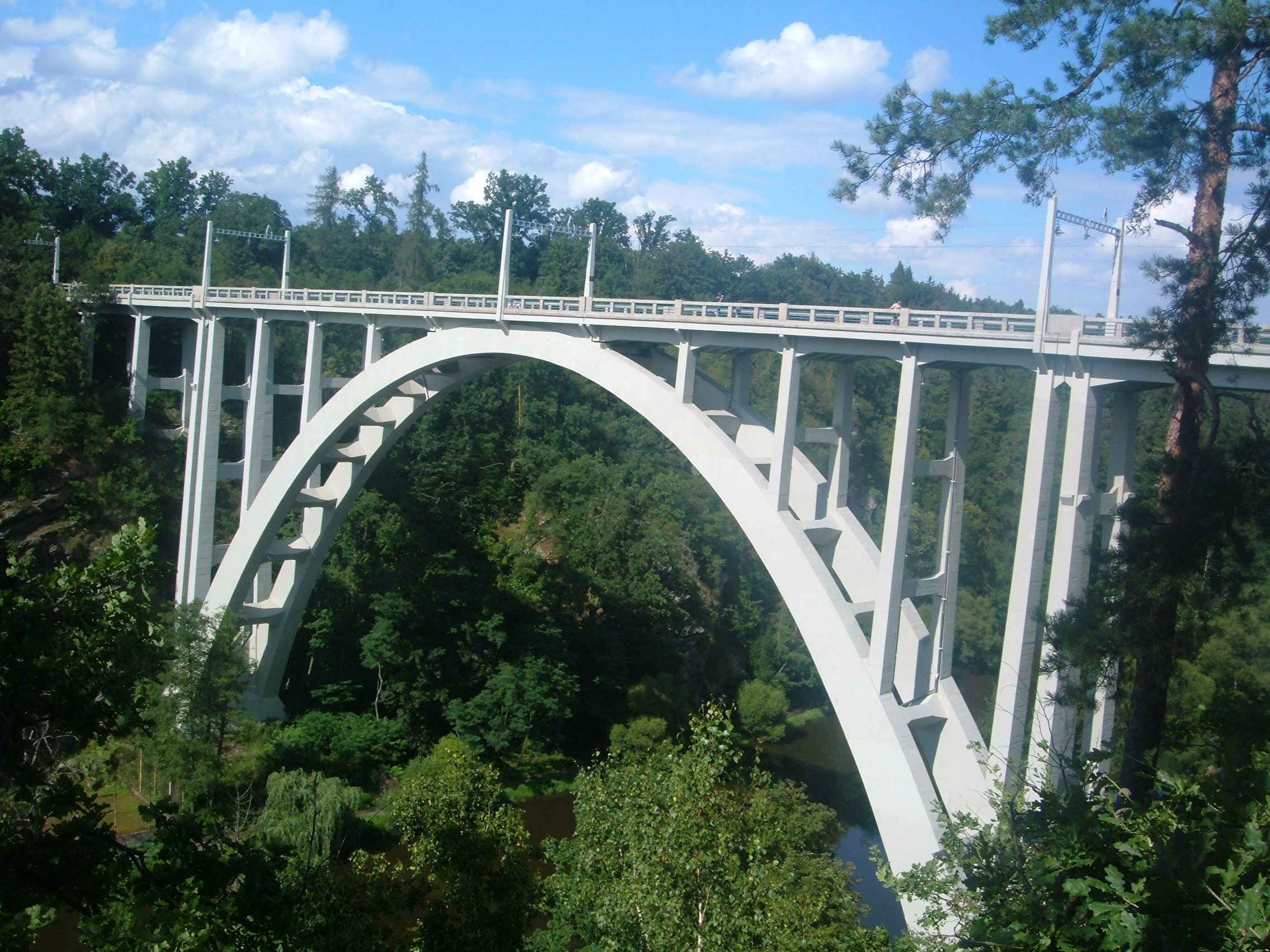
Le pont dénommé L'arc en ciel de Bechyně.

## Crédit
- (cs) Cet article est partiellement ou en totalité issu de l’article de Wikipédia en tchèque intitulé « Bechyně » (voir la liste des auteurs).